# Progettazione basata su prove di efficacia
La progettazione basata su prove di efficacia (in inglese evidence-based design, EBD) o Progettazione basata sull'evidenza è stata definita come "il processo della ricerca, della valutazione e dell'uso sistematici dei risultati della ricerca contemporanea come base per le decisioni progettuali".
Questa definizione è l'adattamento al problema progettuale in Architettura ed Ingegneria dell'evidence-based medicine (EBM) che si occupa di quello che avviene nel prendere decisioni circa la cura dei singoli pazienti. 
Questo modo di operare in campo sanitario deriva dalle idee di Archibald Leman Cochrane, 1909-1988, pioniere della medicina basata sulle evidenze. Aveva notato che le decisioni sulla cura dei pazienti avveniva per prassi più o meno consolidate e non per analisi su indagini condotte usando il metodo scientifico. 
Progettisti in campo edile, in contatto con strutture sanitarie operanti in questo modo, si sono accorti che anche in architettura le scelte si facevano derivandole da esperienze episodiche e non si utilizzavano i dati provenienti dalla ricerca.

## Descrizione
L'EBD si propone di creare un rigoroso processo decisionale nella progettazione. Kirk Hamilton identifica una catena logica, composta da nove passi, attraverso la quale si può progettare con questa filosofia.
I passi della catena logica sono i seguenti:
1. identificare gli obiettivi dei clienti
2. identificare gli obiettivi degli architetti progettisti
3. identificare il problema progettuale chiave
4. convertire il problema progettuale chiave in domande di ricerca
5. raccogliere informazioni
6. interpretazione critica dei risultati
7. creare un concetto della progettazione basata sui risultati
8. sviluppare le ipotesi
9. selezionare le misure

Come si vede è un processo complesso ed articolato che tende a giustificare ogni scelta progettuale.
Questo metodo è stato accolto positivamente dall'AIA, Associazione degli Architetti Americana e, sul giornale dell'associazione, Hamilton ha pubblicato un interessante articolo divulgativo.

## Varianti
Data l'attenzione che il metodo pone alle attese dei clienti si è proposto un approccio tutto finalizzato alle prestazioni degli edifici progettati. È nato così il PBBD (Performance-based Building Design) che vuole creare chiare relazioni statistiche tra le decisioni progettuali e i livelli di soddisfazione delle esigenze dimostrato dai sistemi di costruzione.
Altra variante è quella interessata dei livelli di sicurezza delle costruzioni. Dato che i rischi sono sempre calcolati in maniera scientifica ed il forma probabilistica, si è sviluppato un metodo chiamato Evidence-Based Safety Design (EBSD).

## Conclusioni
In ogni caso tutte queste forme di progettazione affrontano il difficile compito di utilizzare direttamente i risultati della ricerca scientifica. Questi risultati sono normalmente espressi in forma probabilistica mentre le scelte progettuali si devono formulare in termini deterministici. 
Questo è il maggior problema nell'impiego di queste procedure progettuali.